# Tanzánia a 2020. évi nyári olimpiai játékokon
Tanzánia a japán Tokióban megrendezett 2020. évi nyári olimpiai játékok egyik részt vevő nemzete volt. Az országot az olimpián 1 sportágban 3 sportoló képviselte, akik érmet nem szereztek.

## Atlétika
Férfi
| Versenyző      | Versenyszám | Döntő         | Döntő         |
| Versenyző      | Versenyszám | Idő           | Helyezés      |
| -------------- | ----------- | ------------- | ------------- |
| Gabriel Geay   | Maraton     | nem ért célba | nem ért célba |
| Alphonce Simbu | Maraton     | 2:11:35       | 7.            |

Női
| Versenyző            | Versenyszám | Döntő   | Döntő    |
| Versenyző            | Versenyszám | Idő     | Helyezés |
| -------------------- | ----------- | ------- | -------- |
| Failuna Abdi Matanga | Maraton     | 2:33:58 | 24.      |